# یواس‌اس لینکس (ای‌کی-۱۰۰)
یواس‌اس لینکس (ای‌کی-۱۰۰) (به انگلیسی: USS Lynx (AK-100)) یک کشتی است که طول آن ۴۴۱ فوت ۶ اینچ (۱۳۴٫۵۷ متر) می‌باشد. این کشتی در سال ۱۹۴۳ ساخته شد.